# Wally Schirra
Walter Marty "Wally" Schirra, Jr., född 12 mars 1923 i Hackensack, Bergen County, New Jersey, död 3 maj 2007 i La Jolla, San Diego County, Kalifornien, var en amerikansk astronaut med tre rymdflygningar bakom sig.

## Familj
Schirra var gift med Josephine Cook "Jo" Fraser sedan 23 februari 1946.
Tillsammans hade Walter och Josephine barnen Walter Marty III, född 23 juni 1950, och Suzanne Karen, född 29 september 1957.

## Karriär i NASA
Han blev uttagen i astronautgrupp 1 den 9 april 1959 inför Mercuryprogrammet.
Schirra är den enda i den första astronautgruppen som flög med tre första amerikanska bemannade rymprogrammen Mercury, Gemini och Apollo.

## Karriär efter NASA
Schirra lämnade NASA 1 juli 1969 för att ta position som direktör vid Regency Investors Incorporated. Året efter tillträdde han vid Environmental Control Company som styrelseledamot och verkställande chef. 1973 till 1974 var han styrelseordförande vid SERNCO Incorporated. Åren 1975 - 1977 var han chef vid Johns-Manville Corporation och 1978 till 1979 vice deirektör vid Goodwin Companies Incorporated.
1979 skapade han sitt eget företag Schirra Entreprises.

## Skolprogram
Under 1984 skapade han med de andra överlevande astronauterna och Gus Grissoms änka från astronautgrupp 1 Mercury Seven Foundation som 1995 ändrade namn till Astronaut Scholarship Foundation. Stiftelsen skulle samla in pengar till stipendier för ingenjörs- och naturvetenskapsstudenter på Collegenivå.

## Eftermäle
Asteroiden 8722 Schirra är uppkallad efter honom.

## Rymdfärderna

### Mercuryfärden
Den första färden gör Schirra med Mercury-Atlas 8 vilket blir den 5 bemannade flygningen i Mercuryprogrammet och den tredje amerikan som flyger minst ett varv runt jorden. Schirra flög 6 varv runt och gjorde lika många varv som John Glenn med Mercury 6 och M. Scott Carpenter med Mercury 7 tillsammans. Målet med färden var att se hur människan kunde arbeta ihop med Mercury i tyngdlöst tillstånd.

### Geminifärden
Den andra färden Schirra gör blir med Gemini 6 där han och Thomas P. Stafford gör en nästan 26 timmar lång färd medan Gemini 7 med Frank Borman och Jim Lovell befinner sig sedan 11 dygn. Målet med den här färden var att öva möte i rymden mellan rymdskepp. Gemini 6 och Gemini 7 färdades med som minst 30 centimeter mellanrum. Detta visade att man kunde styra farkoster för att kunna mötas i rymden. När det här uppdraget var slutfört skulle NASA gå vidare med nästa steg och öva dockning i rymden vilket var en förutsättning för det kommande Apolloprogrammet.

### Apollofärden
Den tredje färden Schirra gör, blir med den första bemannade färden under Apolloprogrammet. Färden kommer att bli mer än 7 gånger så lång som Schirras två första färder blev. Han gör sin färd tillsammans med Walter Cunningham och Donn F. Eisele. Målet med färden var att testa Apollokapselns funktioner tillsammans med servicemodulen i rymdmiljön. Målen med den här färden blev så tillfredsställande att NASA beslöt att skicka nästa Apollo-färd Apollo 8 till bana runt månen och sedan åter till jorden.

## Rymdfärdsstatistik
| Färd      | Datum                 | Tid       | EVA     |
| --------- | --------------------- | --------- | ------- |
| Mercury 8 | 3 oktober 1962        | 9:13:11   | 0:00:00 |
| Gemini 6  | 15 - 16 december 1965 | 25:51:24  | 0:00:00 |
| Apollo 7  | 11 - 22 oktober 1968  | 260:09:03 | 0:00:00 |
| Totalt    | Totalt                | 295:13:38 | 0:00:00 |